# 源義国
源 義国（みなもと の よしくに）は、平安時代後期の河内源氏の武将。源義家の三男。新田・足利両氏の祖であり、足利尊氏と新田義貞は遠孫に当たる。

## 経歴
源頼信-源頼義-源義家と伝領した摂関家領上野国八幡荘を相続した。長兄義宗が早世し、次兄義親が西国で反乱を起こすと、三兄の義忠と共に次期「源氏の棟梁」としての期待を受けた。しかし、乱暴狼藉を行ったことや、時代の趨勢に合わないと義家に判断されて後継者から外されていった。
叔父義光との抗争（常陸合戦）には敗れ、常陸国は従子でもある佐竹氏の初代当主である佐竹昌義（義光の孫）に譲ることになったが、足利荘を成立させるなど、上野国の隣国である下野国にも着実に勢力を築いていった。晩年にも勅勘を被るなど、気性の荒さは改まらず、荒加賀入道と言われた。

## 生涯
- 嘉承元年（1106年）、叔父源義光・従兄弟源義業と常陸国において合戦する。いわゆる「常陸合戦」。その結果、義国は勅勘を蒙り、父義家に捕縛命令が下る。また、義光及びその与党の平重幹にも捕縛命令が各地の国司に下る。
- 永久2年（1114年）長男・義重が誕生
- 保安5年（1124年）、源清光の元服に際して加冠を行なう。
- 大治2年（1127年）、次男・義康が誕生。
- 康治元年（1142年）、足利にある伝領を鳥羽院御願寺の安楽寿院に寄進し足利荘として成立させる（八条院領から大覚寺統へ伝領）。
- 康治2年（1143年）、梁田郡内の開発私領を伊勢神宮に寄進し簗田御厨を立券。
- 久安5年（1149年）、義国の郎党、京洛において乱闘し、義国が責任を問われる。
- 久安6年（1150年）、右近衛大将大炊御門徳大寺実能と争い、実能の屋敷を焼き払い勅勘を蒙る。
- 久寿2年（1155年）、長男義重の上野国新田荘の新田館で死去。

## 官歴
諸司助→兵部丞→式部丞→従五位下・式部大夫→加賀介

## 生没年
義国の生年、没年は諸説があって定かではない。通説では、寛治5年（1091年）生まれ、仁平4年（1154年）出家、久寿2年（1155年）6月26日に死去となっている（尊卑分脈）。しかし1091年の生まれとすると、三兄義忠の永保3年（1083年）より8歳も年下になってしまい、系図上の兄弟の順が崩れる。そのため、須藤聡の論文「平安末期清和源氏義国流の在京活動」（『群馬歴史民俗』16号、1995年）では、1080年から1090年の間とする。
他の生年説は以下の通り。
- 応徳元年（1084年）説 『系図纂要』記載。また異説として寛治3年（1089年）。
- 永保2（1082年）説　足利鑁阿寺所蔵の「新田足利両家系図」に、義忠没時の義国の年齢を18歳と記している。『足利市史』（1928年）では、これを28歳の誤りであるとし、逆算して永保2年（1082年）誕生としている。

## 系譜
- 父：源義家（1039-1106）
- 母：藤原有綱娘
- 室：上野介藤原敦基娘
  - 長男：源義重（1114/35-1202） - 母は足利成綱娘とも、新田氏の祖
- 室：信濃守源有房娘
  - 次男：源義康（1127-1157） - 足利氏の祖
- 室：足利成綱娘?
- 生母不明の子女
  - 三男：源季邦（1151?-1180）

## 子孫
義国は両毛（上野・下野）源氏の祖で末裔には新田氏・足利氏、およびその支流にあたる堀口氏、山名氏、里見氏、桃井氏、石塔氏、吉良氏、今川氏、細川氏、畠山氏（源姓）、斯波氏、一色氏、世良田氏、戸崎氏、岩松氏、最上氏などがある。